# De unga gubbarna

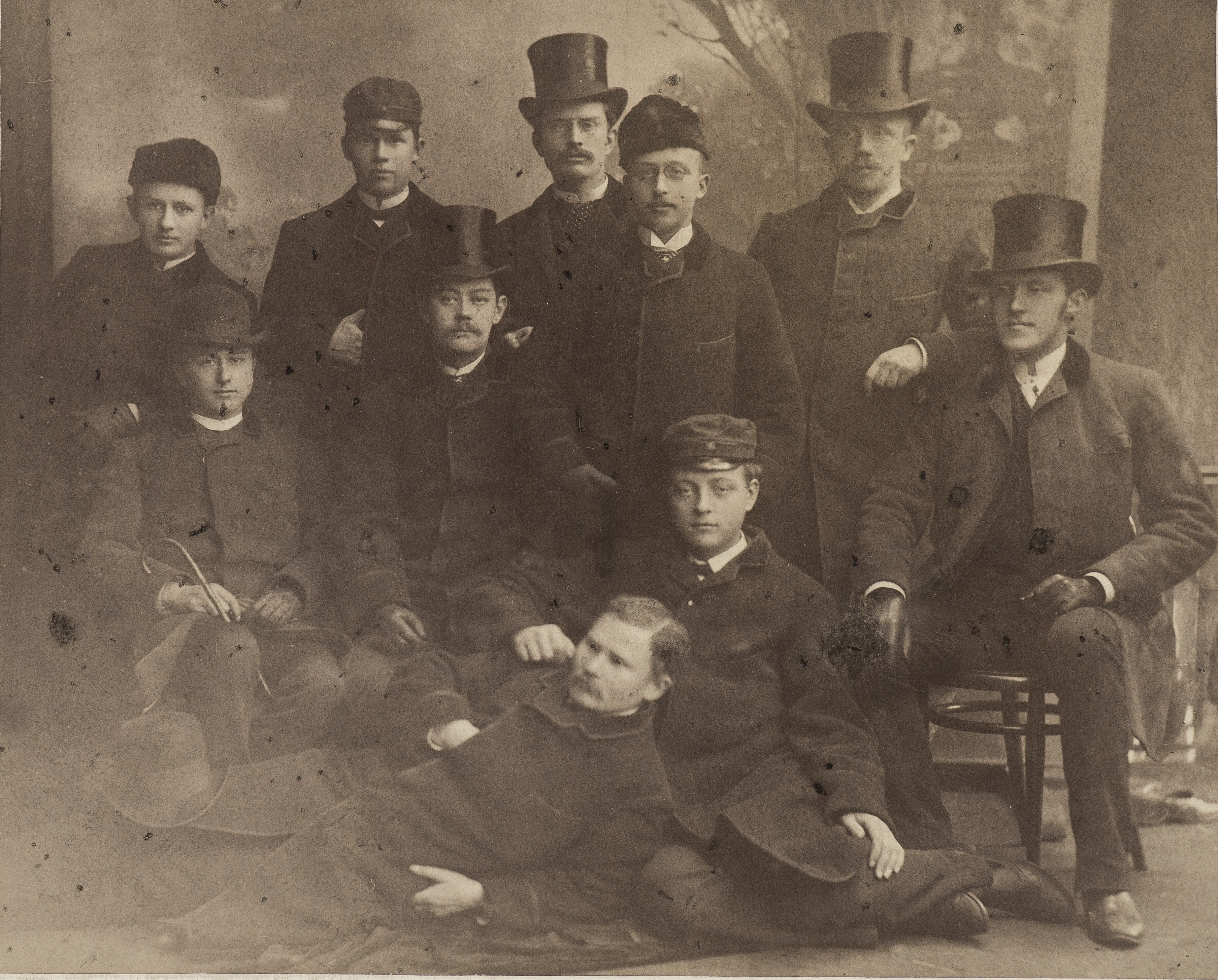
Medlemmar av D.U.G. vårterminen 1888. Fr. v. i övre raden: Clemens Cavallin, Bengt Lidforss, Paul Rosenius, Hans Cavallin, Sven Åkerlund. Sittande i mellersta raden: David Fredriksson, Gustaf Blidberg, Axel Wallengren. Nederst: Peter Gunnarsson, Karl Petrén.

De unga gubbarna, (Förkort. D.U.G.), äldre form De unge gubbarne, var en ryktbar radikal diskussionsförening för studenter i Lund, med storhetstid 1888-1892. Föreningen bildades 1884 och tog sig efter några år, troligtvis 1887, namnet D.U.G. Den upphörde 1893. Namnet De unga gubbarna härstammar från publicisten Oscar Patric Sturzen-Becker som i Aftonbladet benämnt Lunds studenter som just unga gubbar. Namnet blev efter det skämtsamt upptaget av en studenttidning i Lund och efter det av student- och diskussionsföreningen D.U.G. Enligt Bengt Lidforss var föreningen en fortsättning av en litterär gymnasistförening ("Vala") i Lunds katedralskola. 
Bland de nitton första medlemmarna märks centralgestalten Bengt Lidforss, men även Paul Rosenius, Karl Petrén, Hans Cavallin, Adolf Strömstedt och Axel Wallengren. Ordinarie sammanträden hölls två gånger i månaden i ett hörnrum på Akademiska Föreningens nedre botten. Axel Herrlin, som också hörde till gruppen, har sagt att gruppen var uppfylld av "samma Sokratiska förtröstan på förnuftets och upplysningens makt att omskapa världen, som dominerade Voltaires tidevarv". Gruppen sågs med misstänksamhet av den borgerliga samtiden, och misstänktes "bakom välstängda dörrar smäda Gud och andra privatpersoner".
I skuggan av D.U.G. fanns även den så kallade Tuabohemen, en sluten och informell grupp bestående av D.U.G.:s mest vitala medlemmar. Till denna grupp slöt sig bland annat poeten Emil Kléen.
D.U.G inspirerade senare till D.Y.G., De Yngre Gubbarna, samt Tuakotteriet.